# Meckenheim
Meckenheim es una ciudad en el distrito de Rin-Sieg, estado federado de Renania del Norte-Westfalia, Alemania.

## Demografía

### Habitantes
- 1969 – 8.053
- 1979 – 15.615
- 1989 – 22.272
- 1998 – 25.430
- 1999 – 25.538
- 2000 – 25.319
- 2001 – 25.440
- 2002 – 25.438
- 2003 – 25.469
- 2004 – 25.700
- 2005 – 26.396

(desde 1998 hasta 31 de diciembre)